# Joseph Louis Armand Robert
Pour les articles homonymes, voir Robert.
Joseph Louis Armand Robert, né le 14 juin 1767 à Tours (Indre-et-Loire), mort le 19 août 1796 à Paris, est un général de division de la Révolution française.

## États de service
Il entre en service en 1785, comme soldat dans le régiment d’Angoulême, et il quitte le service en 1789.
Le 10 septembre 1792 il devient caporal fourrier dans le bataillon de volontaires de la Butte des Moulins, et il rentre à Paris en septembre 1792 pour cause de maladie. Le 9 juin 1793 il passe adjoint aux adjudants-généraux à l’armée des côtes de La Rochelle, et le 20 juin il est nommé capitaine au 24e régiment de chasseurs à cheval. Il est élevé au grade d’adjudant-général chef de bataillon provisoire le 23 juin, et il est confirmé dans son grade le 4 août 1793.
Il est promu général de brigade le 30 septembre 1793, chef d’état-major à l’armée de l’Ouest, et il devient général de division le 28 novembre suivant. Il est blessé le 14 février 1794 à la bataille de Beaupréau, et il est suspendu de ses fonctions le 19 mai 1794. Réintégré à l’armée de l’Ouest le 20 août 1794, il est mis en non activité le 20 septembre 1794. Il est rappelé à l’activité le 28 mai 1795, en tant adjudant-général attaché à la 17e division militaire.
Il se suicide le 19 août 1796, à Paris.

## Sources
- (en) « Generals Who Served in the French Army during the Period 1789 - 1814: Eberle to Exelmans »
- Léon Hennet, Les volontaires nationaux pendant la Révolution, tome 4, Paris, Maison Quantin, 1906, p. 736.
- (pl) « Napoléon.org.pl »
- Georges Six, Dictionnaire biographique des généraux & amiraux français de la Révolution et de l'Empire (1792-1814), Paris : Librairie G. Saffroy, 1934, 2 vol., p. 376-377